# Kompania Kórnicka
Kompania Kórnicka – polski pododdział piechoty w strukturach Armii Wielkopolskiej biorący udział w powstaniu wielkopolskim i zarazem pierwszy oddział polskiej milicji spoza miasta Poznań jaki wziął udział w rozbrajaniu niemieckich oddziałów wojskowych w dniu 27 grudnia 1918 roku. W początkowym okresie sformowania liczyła 120 żołnierzy, a ostatecznie oddział rozrósł się do liczby 180 ludzi pod dowództwem Stanisława Celichowskiego. 
Kompanię Kórnicką utworzono w dniu 11 listopada 1918 roku w Kórniku. W dniu 27 grudnia 1918 pododdział liczący 120 żołnierzy wyruszył do Poznania gdzie przybył Ignacy Jan Paderewski. Przez kolejne dwa dni kompania brała udział w zabezpieczaniu poznańskiej poczty oraz uczestniczyła w walce zbrojnej z wojskami niemieckimi na terenie Starego Rynku czy Wielkich Garbar. Kompania Kórnicka wsławiła się również rozbrojeniem pociągu liczącego 600 piechurów niemieckich, a przy tym także zdobyła kilka ciężkich karabinów maszynowych. W dniu 29 grudnia 1918 kompania powróciła do rodzimego Kórnika. 
W styczniu 1919 (jako 4. kompania batalionu śremskiego) brała udział w bitwach o kresy zachodnie (bitwa pod Łomnicą, walki o Zbąszyń), gdzie straciła 1/4 swojego składu osobowego. Również w styczniu 1919 sformowano 2. Kompanię Kórnicką, którą dowodził jeden z twórców „pierwszej” Kompanii Kórnickiej - Sylwester Gawrych. 2. KK miała za zadanie bronić linii Poznań—Leszno, jednak 16 lutego 1919 pokojem w Trewirze zakończono działania wojenne na terytorium Wielkopolski. 
Pod koniec lutego 1919 weszła w skład 11 Pułku Strzelców Wielkopolskich (późniejszy 69 Pułk Piechoty). 